# Хорватия на «Евровидении-2006»
Хорватия на «Евровидении-2006» была представлена певицей Севериной Вучкович, исполнявшей песню «Moja štikla» (Мой каблук). Выбор исполнительницы прошёл по традиции в рамках музыкального фестиваля Dora, финал которого прошёл 4 марта 2006 года в Опатии, где состоялся первый фестиваль. В связи с отказом Сербии и Черногории, занявшей 7-е место год назад в Киеве, от участия в конкурсе Хорватия, которая заняла 11-е место в Киеве, автоматически прошла в финал конкурса в Афинах. Итоговым результатом стало 12-е место с 56 очками.

## Исполнительница и песня
Северина Вучкович, более известная как Северина, родилась 21 апреля 1972 года в Сплите. Училась в музыкальной школе, участвовала во множестве детских музыкальных фестивалей и играла в мюзиклах. Первый альбом «Severina» записала в возрасте 17 лет, который был выпущен на студии Orfej. С 1991 года сотрудничала с Tutico и стала одной из самых успешных исполнительниц Хорватии. Записала 12 альбомов, работала с Арсеном Дедичем, Матье Дедичем, Борисом Новковичем, Желько Бебеком и многими другими авторами.
Песня «Moja štikla» выдержана в турбо-фолк жанре с балканскими мотивами и юмористическим текстом без наличия какого-то посыла. Текст песни написала сама Северина, композиторами стали Борис Новкович, представлявший Хорватию в 2005 году, и Франьо Валентич. Аранжировку сделал Горан Брегович.

## Национальный отбор
Национальный отбор состоял из двух полуфиналов (2 и 3 марта) и финала (4 марта). Победитель фестиваля определялся по сумме голосов телезрителей и жюри.
| №  | Песня                  | Исполнитель        | Очки жюри | Очки телезрителей | Итого | Место |
| -- | ---------------------- | ------------------ | --------- | ----------------- | ----- | ----- |
| 1  | Party djevojka         | Angels             | 5         | 9                 | 14    | 10    |
| 2  | Umrijeti s osmjehom    | Жак Хоудек         | 6         | 3                 | 9     | 15    |
| 3  | Oprosti, mala          | Magazin            | 8         | 8                 | 16    | 8     |
| 4  | Škifo                  | Ален Витасович     | 3         | 1                 | 4     | 16    |
| 5  | U tebi tražim spas     | Raspashow          | 7         | 4                 | 11    | 13    |
| 6  | Oči od safira          | Даниела Мартинович | 4         | 6                 | 10    | 14    |
| 7  | Nježne riječi          | Ибрица Юсич        | 11        | 2                 | 13    | 11    |
| 8  | Pusti da te vodi ritam | Karma              | 1         | 12                | 13    | 12    |
| 9  | Il treno per Genova    | Тина Вуков         | 14        | 13                | 27    | 3     |
| 10 | Prokleto sam           | Петар Грашо        | 13        | 5                 | 18    | 7     |
| 11 | Najbolja glumica       | Лана Юрчевич       | 2         | 14                | 16    | 9     |
| 12 | Moja štikla            | Северина Вучкович  | 15        | 15                | 30    | 1     |
| 13 | Ne zovi me Marija      | Елена Розга        | 9         | 10                | 19    | 6     |
| 14 | Tu na mojim rukama     | Массимо            | 16        | 7                 | 23    | 4     |
| 15 | Kad se sklope kazaljke | Ивана Банфич       | 10        | 11                | 21    | 5     |
| 16 | Kao san                | Kraljevi Ulice     | 12        | 16                | 28    | 2     |

## Мнения
Эксперты не оценивали высоко шансы песни. Автор интернет-проекта «Евровидение-Казахстан» Андрей Михеев предположил, что песню спасут только соседские голоса, если концепция номера не будет изменена по сравнению с отбором:

- Музыка: Особых музыкальных изысков не присутствует, особенно интересно авторство Новковича, который обычно больше склонен к рок-музыке, нежели к фолковым номерам. 7/10
- Текст: Юмористический номер. Смысл Африки-паприки полностью отсутствует. 7/10
- Вокал: Вокал стандартен. 7/10
- Итог: Многое будет зависеть от номера и языка исполнения. В таком виде, как было исполнено на национальном отборе - остается надеяться только на соседские голоса. 6/10

Председатель российского фан-клуба OGAE Антон Кулаков назвал песню полубредовой и слишком специфичной для Евровидения:

- Музыка: Этник-хоррор. 3/10
- Текст: Определенно полубредовый текст, написанный под серьезным подпитием. 4/10
- Вокал: Занятно. 5/10
- Итог: Хорватия и Македония благополучно угробят друг друга и останутся в полуфинале. Это чересчур специфичная для Евровидения песня. 5/10

## Итог
Северина Вучкович выступила под номером 20 в финале и заняла 12-е место с 56 очками. 12-е место означало, что через год Хорватии предстояло проходить стадию полуфинала для того, чтобы пройти в финал конкурса.

## Голоса

### За Хорватию
| 12 баллов              | 10 баллов                                               | 8 баллов | 7 баллов            | 6 баллов    |
| ---------------------- | ------------------------------------------------------- | -------- | ------------------- | ----------- |
| - Босния и Герцеговина | - Республика Македония - Сербия и Черногория - Словения |          |                     | - Швейцария |
| 5 баллов               | 4 балла                                                 | 3 балла  | 2 балла             | 1 балл      |
|                        | - Черногория                                            |          | - Германия - Турция |             |

### От Хорватии
| 12 баллов | Босния и Герцеговина |
| 10 баллов | Финляндия            |
| 8 баллов  | Республика Македония |
| 7 баллов  | Албания              |
| 6 баллов  | Словения             |
| 5 баллов  | Литва                |
| 4 балла   | Швеция               |
| 3 балла   | Россия               |
| 2 балла   | Украина              |
| 1 балл    | Исландия             |

| 12 баллов | Босния и Герцеговина |
| 10 баллов | Финляндия            |
| 8 баллов  | Республика Македония |
| 7 баллов  | Россия               |
| 6 баллов  | Литва                |
| 5 баллов  | Румыния              |
| 4 балла   | Украина              |
| 3 балла   | Швеция               |
| 2 балла   | Ирландия             |
| 1 балл    | Великобритания       |